# Brasão de Canindé (Ceará)
O Brasão de Armas do Município de Canindé, no Ceará, é um dos três símbolos oficiais do município. Foi instituído por meio da aprovação do Projeto de Lei nº 01/2013 pela Câmara de Vereadores de Canindé, e sancionado como Lei nº 2.207, de 15 de março de 2013, pelo Poder Executivo. O símbolo foi criado durante a gestão do prefeito Celso Crisóstomo.

## Descrição heráldica
Escudo polônio com bordas verde-bandeira e amarelo, com campo azul-anil ao centro figurando o céu de Canindé, e, sobre o todo, a elipse central, com elementos internos distribuídos em quatro quadrantes, com a linha do horizonte no centro. O primeiro quadrante contém o sol em raios, na cor dourada, que representa o semiárido nordestino; o segundo, a arara-canindé; o terceiro, a carnaúba, característica da vegetação do município; e o quarto, a Basílica de Canindé; abaixo, a terra na cor marrom e a "Estrada de Canindé". No timbre: uma fortaleza de construção antiga, cor cinza, com cinco merlões. No pé do Brasão, uma faixa (branca) com a legenda em letras prestas "CANINDÉ", e mais a data "29 de julho de 1846", em referência à criação da Vila de Canindé.